# Vermächtnis (Goethe)

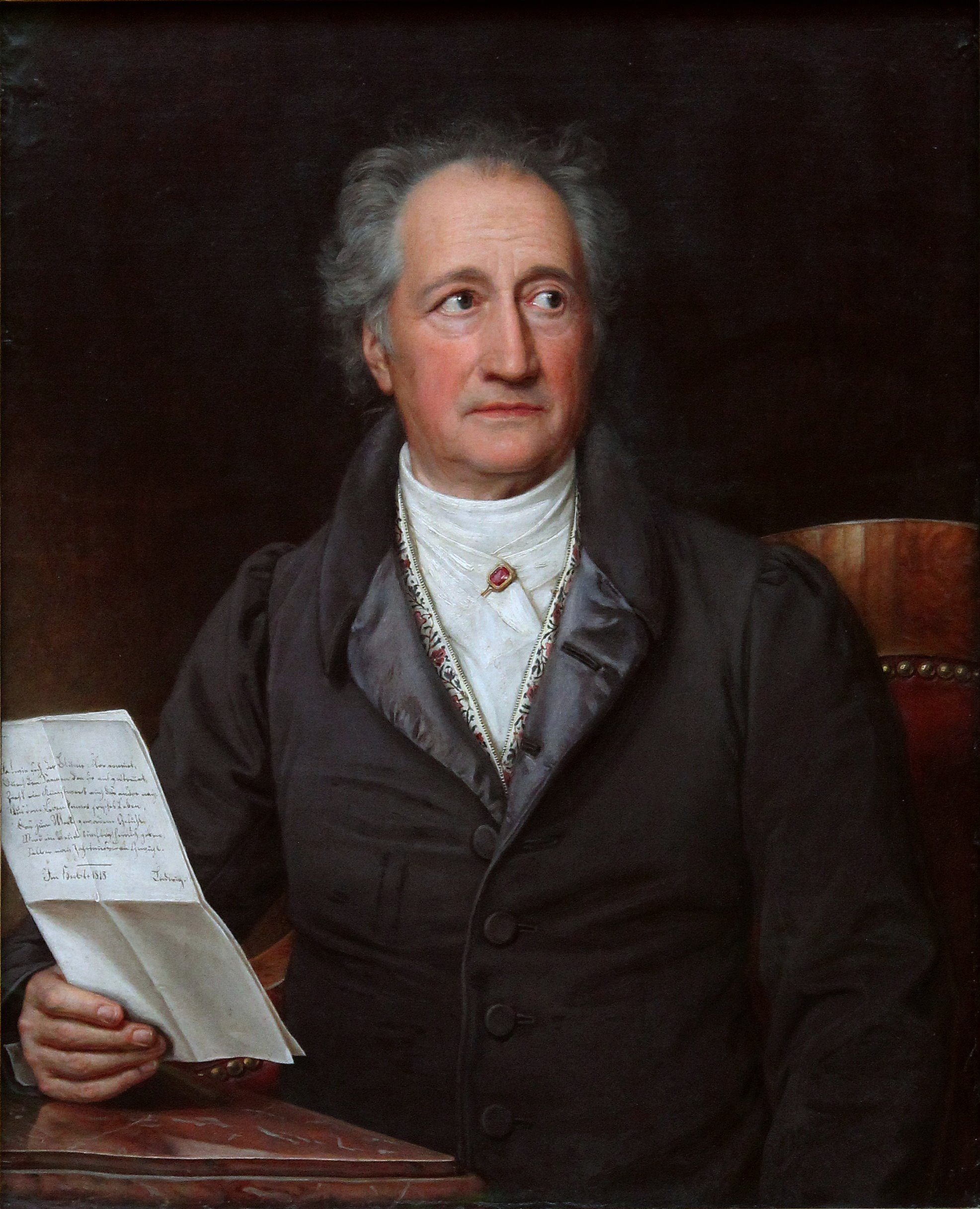
Johann Wolfgang von Goethe, Ölgemälde von Joseph Karl Stieler

Vermächtnis ist der Titel eines Gedichts von Johann Wolfgang von Goethe, das er 1829 schrieb. Da die Gedichtbände der Ausgabe erster Hand seit zwei Jahren abgeschlossen waren, stellte er es in Band 22 an das Ende des zweiten Teils seines Romans Wilhelm Meisters Wanderjahre, mit dem es innerlich verbunden ist.
Das in Goethes 80. Lebensjahr geschriebene Spätwerk wird als poetisches Testament betrachtet, in dem er die Summe seiner Erkenntnisse und Erfahrungen vorlegte und viele Motive seines Alterswerks abschließend ordnete.

## Inhalt und Hintergrund
Das Werk entstand aus einer Widerspruchshaltung Goethes gegenüber einem vorhergehenden Gedicht.
Eckermann schrieb am 12. Februar 1829, Goethe habe sich geärgert, dass anlässlich eines Kongresses Berliner Naturwissenschaftler die beiden letzten Zeilen des 1821 geschriebenen Gedichts Eins und Alles in goldenen Buchstaben ausgestellt wurden: „Denn alles muß in Nichts zerfallen, wenn es im Sein beharren will.“
Ihn störte nicht das ältere Gedicht selbst, sondern die plakative Hervorhebung und Verabsolutierung des Schlusses, der mephistophelisch hätte gedeutet werden können:„Ich bin der Geist, der stets verneint! / Und das mit Recht; denn alles was entsteht, / Ist wert, daß es zugrunde geht;...“

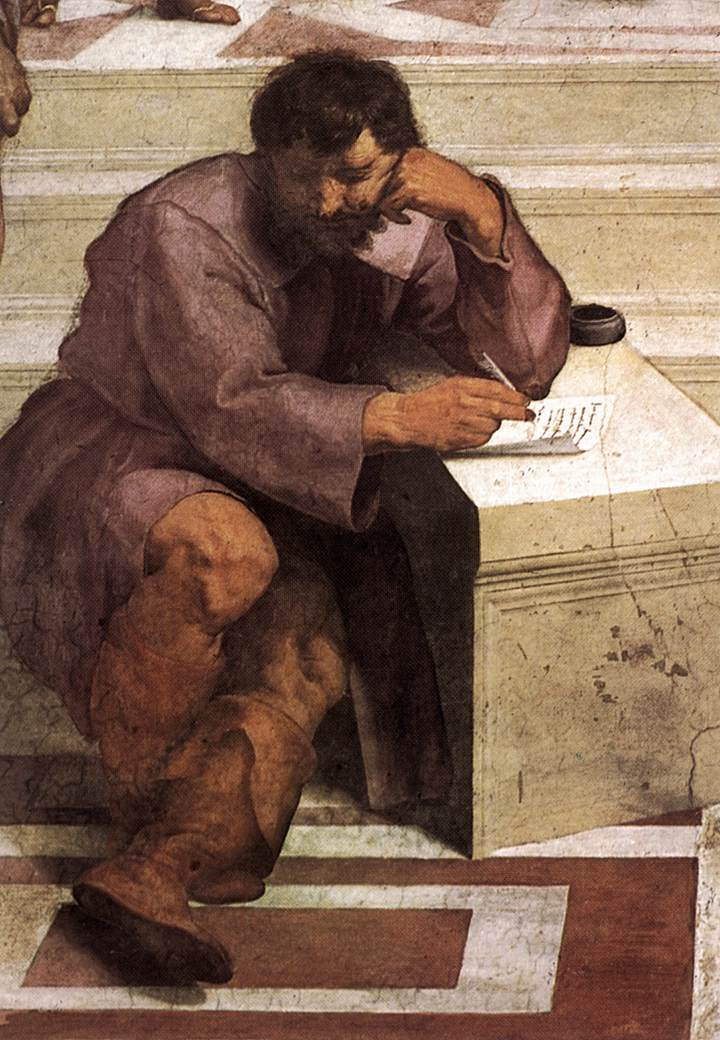
Heraklit, in der Gestalt Michelangelos, Detailansicht aus Raphaels Die Schule von Athen (1510–1511), Fresko in der Stanza della Segnatura, Vatikan

Während Eins und Alles im Tonfall Heraklits den ewigen Fluss der Dinge besingt und die Macht der Veränderung auch im Sinne der Hegelschen Dialektik preist, will Goethe nun das Beständige suchen. So widerspricht er gleich im ersten Vers mit antithetischem Bezug (als Negation der Negation) auf das frühere Werk: „Kein Wesen kann zu Nichts zerfallen!“.
In der Ausgabe letzter Hand platzierte er das bereits 1803 geschriebene klassische Gedicht Dauer im Wechsel, in dem das Panta rhei Heraklits ebenfalls angesprochen wird, unmittelbar vor Eins und Alles.
Ein Reigen schöner Bilder der Vergänglichkeit zieht in ihm vorüber, Blütenregen, Früchte und Liebe, von Sturm und Regen, Alter und Zeit bedroht – am Ende aber, ganz im Sinne des klassischen Ideals, verheißt die Muse Beständigkeit und die Vernunft innere Freiheit.
So bleibt es auch im Vermächtnis nicht bei einem bloßen Widerspruch: Goethe stellt eine andere, weiterführende Perspektive und Weltbetrachtung vor und nahm dabei auch Gedanken Immanuel Kants auf. Führte der Wunsch zu verharren im früheren Gedicht zum Zerfall, kann sich das Wesen des Seienden nun durch allen Wandel erhalten.
Die erste Strophe lautet:
Kein Wesen kann zu Nichts zerfallen!

Das Ew’ge regt sich fort in allen,

Am Sein erhalte dich beglückt!

Das Sein ist ewig; denn Gesetze

Bewahren die lebend’gen Schätze,

Aus welchen sich das All geschmückt.
Zunächst spricht Goethe die Ewigkeit des Seins, die Wahrheit und die kopernikanischen Gesetze des Sonnensystems an und verbindet sie im weiteren Verlauf des Gedichts mit Gewissen, Gefühl und sozialer Verantwortung des Individuums, das sich nach innen zu wenden habe.

## Bedeutung und Interpretation

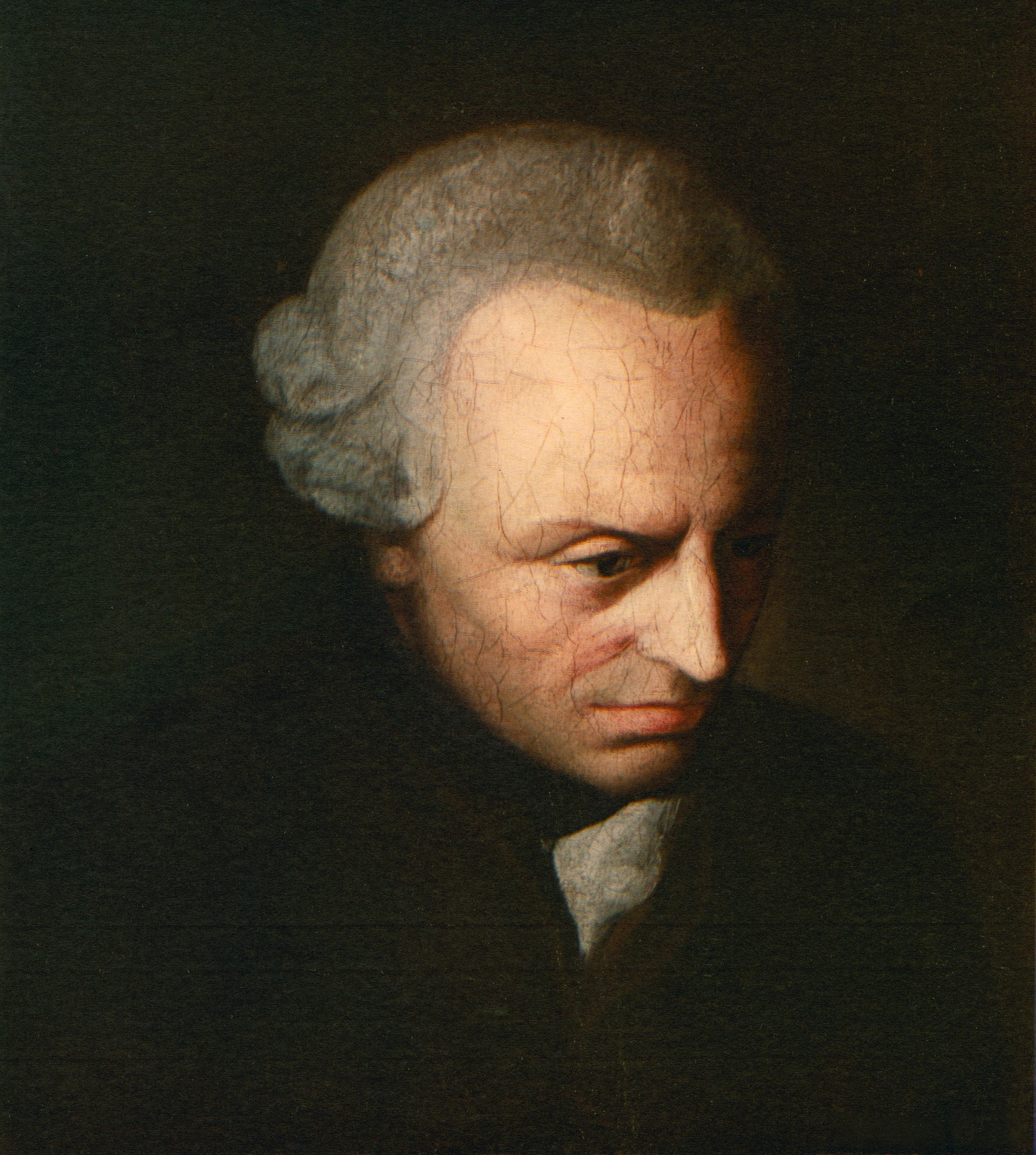
Immanuel Kant

Da Goethe die systematische Unbedingtheit Kants fern lag, formulierte er keine kategorischen Imperative, sondern Lebensempfehlungen guten Verhaltens.
Nach Auffassung Friedrich Dieckmanns wollte er das Sein vor dem Nichts in Schutz nehmen und sich damit dem Kleinmut, der Verstimmung und gesellschaftlichen Resignation entgegenstellen, die sich ihm nach den Napoleonischen Kriegen zeigten. Ihm fehlten Kraft und Mut.
Eckermann gegenüber sagte er, das Schwache sei ein „Charakterzug unsers Jahrhunderts. Ich habe die Hypothese, daß es in Deutschland eine Folge der Anstrengung ist, die Franzosen los zu werden“. Den Deutschen wäre geholfen, würde man ihnen „nach dem Vorbild der Engländer, weniger Philosophie und mehr Tatkraft, weniger Theorie und mehr Praxis beibringen.“
Eckhard Heftrich bemerkt, dass die Innenschau und die Rede vom selbständigen Gewissen, die dem Blick auf das Sonnensystem folgen, zunächst wie eine dichterische Gestaltung Kants wirkt. Es bleibt für ihn aber fraglich, ob das „Zentrum“ dem kategorischen Imperativ entspricht. Goethe habe zwar die Philosophie gelten lassen, war aber nach seinem eigenen Willen Dichter, vertraute den Sinnen und machte das Wahre vom Fruchtbaren abhängig. Die Einsichten als Poet in Augenblicken des Kairos bleiben daher Geheimnisse, die sich einzig dem Weisen offenbaren. Trotz zahlreicher Parallelen zu anderen Schriften, sei Goethes poetische Quintessenz weder ein Ideen- noch ein Gedankengedicht. Der Zauber liegt für ihn im Rhythmus der Zeilen, der ganz unaufdringlich allein der Aussage dient.
Für Erich Trunz ist der Widerspruch zum heraklitischen Gedicht nur ein scheinbarer. Während Goethe dort die Auflösung des einzelnen behandelt, geht es im Vermächtnis um das Ganze, in welchem der einzelne in gewandelter Form erhalten bleibt. Ein Glücksgefühl erfüllt ihn, wenn er auf das Allgemeine blickt und die Zusammenhänge des Kosmos erkennt.
Die Vorstellung, die Natur verwalte ihre Schätze und lasse sie arbeiten, finde sich auch in seinen naturwissenschaftlichen Schriften. Es sei Aufgabe des Menschen, die Naturgesetze forschend zu ermitteln. Dass die Wahrheit „schon längst gefunden“ sei, ist für Trunz eine Anspielung auf Kopernikus, der ebenfalls in einer geistigen Tradition stand, war es doch Aristarchos von Samos, der 1800 Jahre zuvor das heliozentrische Weltbild ausgesprochen hatte, ohne damit anerkannt worden zu sein.
Nachdem der Mensch das Naturgesetz des Himmels erkannt hat, entdeckt er in sich das Sittengesetz des Gewissens. Gerade hier ist der Einfluss Kants mit seinem Satz aus der Kritik der praktischen Vernunft zu erkennen: „Zwei Dinge erfüllen das Gemüt mit immer neuer und zunehmende(r) Bewunderung und Ehrfurcht...Der bestirnte Himmel über mir, und das moralische Gesetz in mir.“

## Sekundärliteratur
- Friedrich Dieckmann: Imperative des erfüllten Augenblicks. In: Interpretationen, Gedichte von Johann Wolfgang von Goethe, Reclam, Hrsg. Bernd Witte, Stuttgart 2005, S. 282–306
- Gero von Wilpert: Vermächtnis. In: ders.: Goethe-Lexikon (= Kröners Taschenausgabe. Band 407). Kröner, Stuttgart 1998, ISBN 3-520-40701-9, S. 1112.